# Tipula (Acutipula) bamileke
Tipula (Acutipula) bamileke is een tweevleugelige uit de familie langpootmuggen (Tipulidae). De soort komt voor in het Afrotropisch gebied.